# Marktkreuz (Old Rayne)

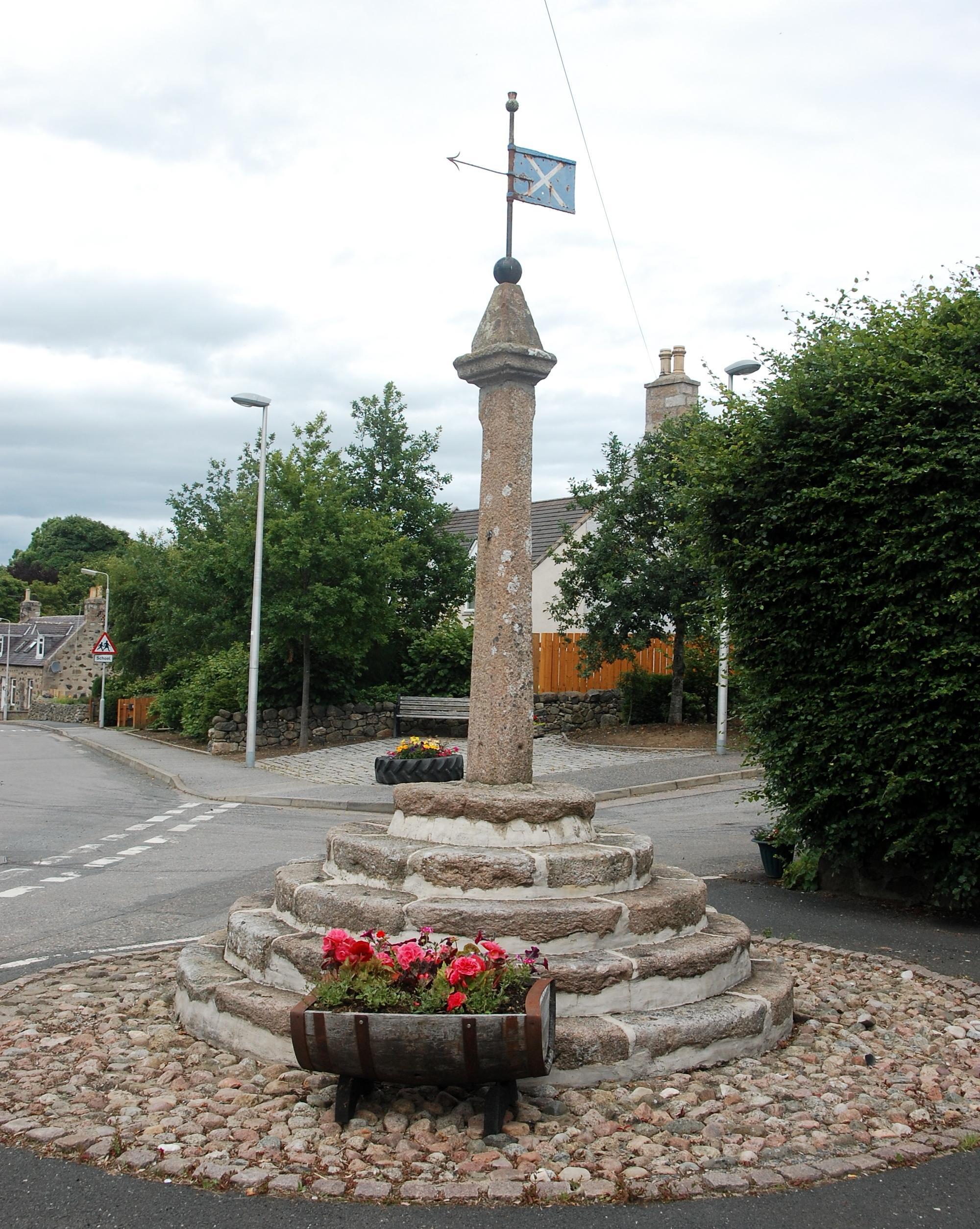
Marktkreuz in Old Rayne

Das Marktkreuz von Old Rayne ist ein Marktkreuz in der schottischen Ortschaft Old Rayne in der Council Area Aberdeenshire. 1972 wurde das Bauwerk in die schottischen Denkmallisten in der höchsten Denkmalkategorie A aufgenommen.

## Geschichte
Historisch Besitz der Bischöfe von Aberdeen, erhielt Old Rayne im Jahre 1492 die Rechte eines Burgh of Barony. Hiermit verbunden waren das Marktrecht und das Recht zu Errichtung eines Marktkreuzes. Anderen Quellen zufolge erhielt Old Rayne bereits 1472 durch Bischof William Elphinstone den Auftrag zur Errichtung eines Marktkreuzes.
In Old Rayne wurde lange der Lawrence Fair, ein großer Pferdemarkt, am Mittwoch nach dem ersten Dienstag des Augusts abgehalten. Das heutige Marktkreuz stammt aus dem 17. Jahrhundert.

## Beschreibung
Das Marktkreuz von Old Rayne steht an der Einmündung der Strathorn Road in die Lawrence Road, die Hauptverkehrsstraße Old Raynes. Es ruht auf einer fünfstufigen, kreisförmigen Plinthe. Von dieser ragt der rund 3,7 Meter hohe oktogonale Schaft auf, an dem noch Eisenklammern zur Befestigung von Standardgefäßen zum Abmessen eines Jougs sichtbar sind. Das Marktkreuz schließt mit einem schmiedeeisernen Mast, der eine eiserne Flagge mit dem Patrickskreuz trägt.